# ريك جاكوبسون
ريك جاكوبسون (بالإنجليزية: Rick Jacobson)‏ هو مخرج أمريكي، ولد في 1950.

## وصلات خارجية
- ريك جاكوبسون على موقع IMDb (الإنجليزية)
- ريك جاكوبسون على موقع ألو سيني (الفرنسية)
- ريك جاكوبسون على موقع أول موفي (الإنجليزية)
- ريك جاكوبسون على موقع قاعدة بيانات الأفلام السويدية (السويدية)
- ريك جاكوبسون على موقع قاعدة بيانات الفيلم (الإنجليزية)
- ريك جاكوبسون على موقع كينوبويسك (الروسية)